# Banque de Bruxelles

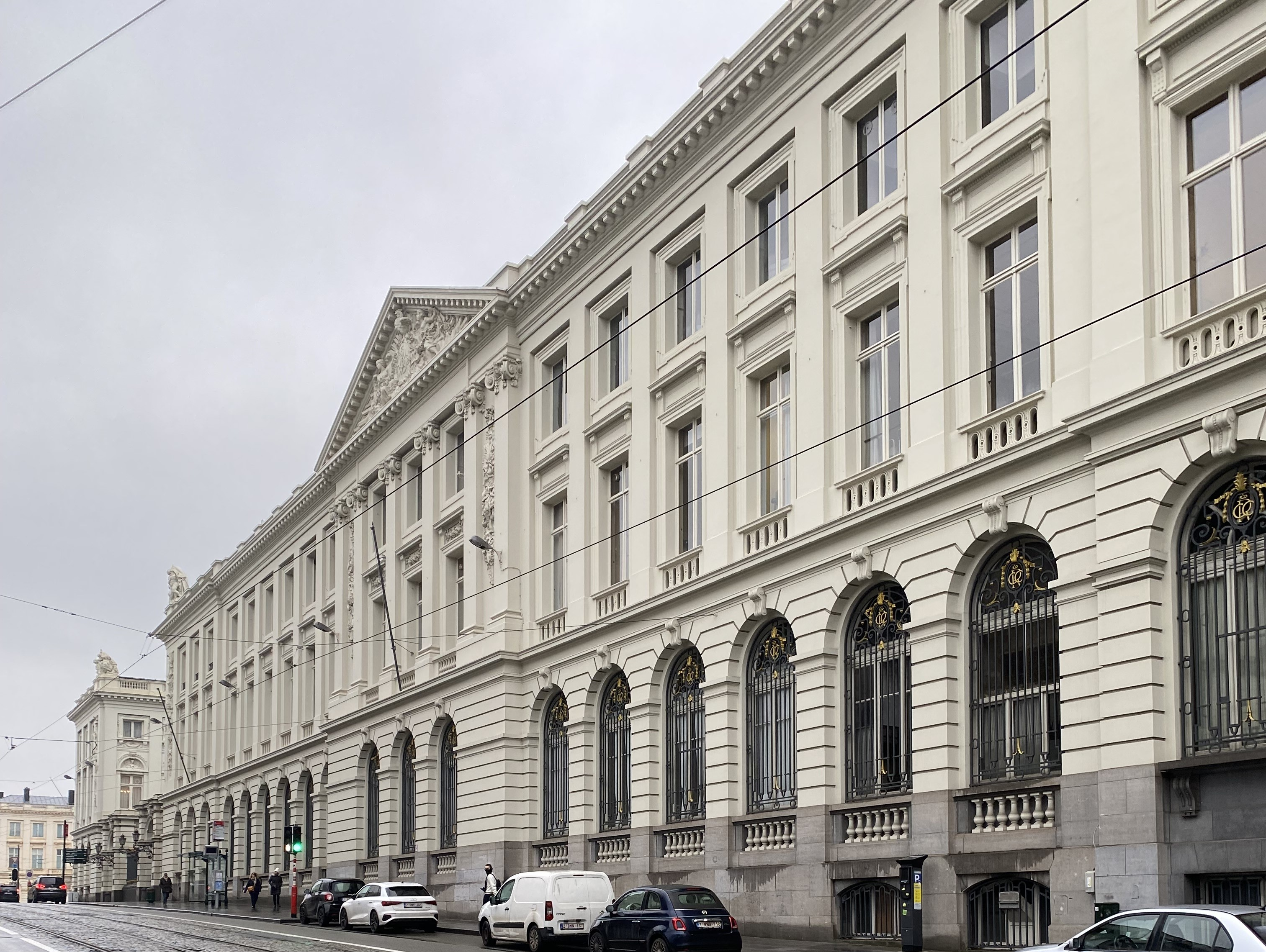
Bâtiment situé rue de la Régence 2 à Bruxelles, ancien siège de la Banque de Bruxelles, actuellement Cour royale des comptes

La Banque de Bruxelles  est une ancienne société de banque créée à Bruxelles le 13 novembre 1871 par Jacques Errera. Son capital était de 50 millions de francs. Après avoir été dissoute en 1877, elle est reconstituée immédiatement. En 1975, elle fusionne avec la Banque Lambert pour devenir Banque Bruxelles Lambert.

## Histoire
Liste chronologique des présidents (du conseil d'administration) de la Banque de Bruxelles :
- de 1871 à 1881, Jacques Errera, banquier
- de 1881 à 1901, Jules Urban, ingénieur
- de 1901 à 1909, Ernest Urban, ingénieur, frère du précédent
- de 1909 à 1910, Hermann Stern, ancien directeur de la banque
- de 1910 à 1919, Georges de Laveleye, ancien administrateur-directeur de la Banque d'Outremer
- de 1919 à 1930, Maurice Despret, avocat, banquier, fils d’Edouard Despret, vice-gouverneur de la Société Générale de Belgique
- de 1930 à 1932, William Thys, ancien directeur général de la banque d'Outremer, fils d'Albert Thys
- de 1932 à 1939, Baron Houtart, ancien ministre des Colonies, puis des Finances
- de 1939 à 1952, Max-Léo Gérard, ingénieur, ancien ministre des Finances
- de 1952 à 1975, Louis Camu, universitaire, haut fonctionnaire.

### Création et recréation de la banque
La banque est constituée, par acte, le 13 novembre 1871 et ses statuts y sont approuvés, puis publiés dans le Moniteur belge du 26 novembre. Son capital social fut fixé à 50 millions de francs, représentés par 100.000 actions de 500 francs chacune et dont la moitié était entièrement souscrite à la création. Les premiers administrateurs sont nommés le même jour et font partie des plus gros souscripteurs : Alfred de Brouckere (propriétaire et fils de l'ancien bourgmestre de Bruxelles, Charles de Brouckere), le baron Constantin de Caters (banquier anversois de la maison C.-J.-M. Dewolf), Jules Delloye (banquier bruxellois de la maison J. Delloye-Tiberghien et Cie), Jacques Errera (banquier), Eugène Godin (industriel et financier hutois), Emil Ladenburg (en) (banquier de Francfort-sur-le-Main), Jules May (administrateur de la banque de Saxe-Meiningen et de la London San-Francisco Bank, demeurant à Francfort-sur-le-Main et beau-frère de Jacques Errera), Gustave Müller (banquier berlinois de la firme G. Müller et Cie), Philippe Speyer (banquier de la maison L. Speyer-Ellissen, demeurant à Francfort-sur-le-Main), Sigismond Sulzbach (banquier de la maison Sulzbach frères à Francfort-sur-le-Main), Isaac Stern (banquier bruxellois), Jules Urban (directeur général de la compagnie du chemin de fer Grand Central Belge) et Léopold Wiener (propriétaire et bourgmestre de Watermael-Boitsfort).
Durant la Grande Dépression (1873-1896), la banque octroya (trop) généreusement des financements spéculatifs au magnat des chemins de fer Simon Philippart. La banqueroute de ce dernier et l'utilisation abusive des titres de la banque par Jacques Errera entrainèrent la banque à la dissolution en 1877. La banque de Bruxelles avait fait partie du consortium temporaire des banques rassemblées par le chef du gouvernement, Jules Malou, et qui avait sauvé de la faillite, entre autres, la Banque de Belgique en 1876. Immédiatement reconstituée avec un capital ramené à 19 millions de francs et sans ses actionnaires allemands qui détenaient la moitié du capital, ses affaires demeurèrent modestes jusqu'aux années avant le premier conflit mondial.

### Tentatives de prise de contrôle
La politique expansionniste de l'empire allemand soutenue par une forte croissance démographique, économique et financière depuis 1890, autorise une infiltration économique continue chez ses voisins. En 1912, un Allemand venant de Londres, Ernest Kritzler, devient directeur de la banque, puis administrateur l'année suivante. Cependant, l'influence étrangère (allemande et française) à la Banque de Bruxelles reste (très) faible par rapport aux 40 millions de francs de son capital au printemps 1914. Cela n'empêche pas certain de critiquer la banque de se mettre au service de l'étranger.⁣ Il semble néanmoins que la Disconto Gesellschaft (seconde banque allemande) ait envisagé, vers 1910, d'acquérir la Banque de Bruxelles sans y parvenir.
En 1928, le puissant financier belge, Alfred Loewenstein, acheta en secret des parts de la banque afin de s'imposer lors de l'assemblée générale annuelle du 29 juin. Mais le secret fut éventé par un adversaire canadien et la banque put mobiliser massivement ses actionnaires derrière elle,. Cette affaire fît la une des journaux de l'époque. Loewenstein comptait intenter une action en justice pour prouver que les moyens pris pour le contrer (en jargon: une "poison pill"!) étaient illégaux. Mais sa mort dramatique et quelque peu mystérieuse survint quelques jours plus tard.

### Crise de 1929 et ses conséquences
À la suite du Krach de 1929 et du Glass-Steagall Act de 1933 aux États-Unis, la Belgique impose une séparation en 1934-1935 entre les sociétés de banque et leurs participations industrielles ou commerciales afin de limiter les conflits d'intérêts. Dès lors, l'ancienne banque mixte Banque de Bruxelles est rebaptisée Société de Bruxelles pour la finance et l’industrie (ou Brufina) et, en tant que Société de portefeuille (ou holding), gère désormais le portefeuille d'investissement à la place de la banque. Une 'nouvelle' société Banque de Bruxelles est créée pour les seules activités bancaires, tout en étant détenue à 100% par la Brufina! L'actionnariat des nouvelles entités n'ayant pas changé, la scission, exigée par la loi, n'était qu'une façade. Deux ans plus tard, le holding Cofinindus (Compagnie Financière et Industrielle), contrôlé par la famille de Launoit (Paul Auguste Cyrille de Launoit (nl)), prenait une participation décisive dans la Brufina.

## Activités
En 1874, la Banque de Bruxelles participe à la création de la Société générale de tramways.